# Kasbek-Birkenmaus
Die Kasbek-Buschmaus (Sicista kazbegica) ist ein in der Kaukasusregion verbreitetes Nagetier in der Gattung der Birkenmäuse. Ein abweichender Karyotyp und Differenzen in der Form der männlichen Spermien unterscheiden die Art von der Kaukasischen Birkenmaus und der Kluchor-Birkenmaus.

## Merkmale
Erwachsene Exemplare erreichen eine Kopf-Rumpf-Länge von 62 bis 67 mm, eine Schwanzlänge von 95 bis 110 mm sowie ein Gewicht von 6,5 bis 8 g. Die Hinterfüße sind 17 bis 19 mm lang und die Länge der Ohren beträgt 9 bis 11 mm. Das oberseitig rotbraune bis gelbbraune Fell weist graue Schattierungen auf. Auf der Rückenmitte ist das Fell am dunkelsten aufgrund schwarzer Haarspitzen. Auf der Unterseite kommt hellgraues Fell vor. Im Gegensatz zu Birkenmäusen der Region ist die Schwanzunterseite nur leicht heller. Der diploide Chromosomensatz besteht aus 40 oder 42 Chromosomen.

## Verbreitung
Die Kasbek-Buschmaus lebt in zentral-nördlichen Regionen von Georgien und in angrenzenden Bereichen Russlands. Sie hält sich auf 1500 bis 2300 Meter Höhe auf. Die Art bewohnt Bergwiesen mit hohem Gras und offene Wälder.

## Lebensweise
Dieses Nagetier ist vorwiegend nachtaktiv und es hält etwa sechs Monate Winterschlaf, der Ende Mai beendet wird. Es ist nicht bekannt, wo die Kasbek-Buschmaus den Winter verbringt, doch es wird angenommen, dass sie ähnliche Verstecke wie andere Birkenmäuse nutzt. Die Nahrung besteht hauptsächlich aus Pflanzensamen, Früchten und Insekten. Außerhalb der Paarungszeit lebt jedes Exemplar einzelgängerisch. Die Paarung erfolgt vermutlich kurz nach der Winterruhe. Ein Wurf besteht aus vier bis sieben Nachkommen.

## Gefährdung
Überweidung und andere Landschaftsveränderungen führen zum Verlust von Büschen und hohem Gras, was sich in einer Bestandsabnahme auswirkt. Schutzgebiete sind nicht in der Region vorhanden. Die IUCN listet die Kasbek-Buschmaus als stark gefährdet (endangered).